# Fabien Haziza
Fabien Haziza (Orà, Algèria francesa, 5 d’abril de 1906 - Agen, 30 d’abril de 2001) va ser un actor francès.

## Biografia
A part de les obres de teatre i pel·lícules que va representar entre 1916 i 1930, de Fabien Haziza se’n sap poc. En concret, no sabem en quines circumstàncies aquest fill d'un professor d'Orà va obtenir el seu primer paper cinematogràfic als 10 anys a Judex, pel·lícula de Louis Feuillade rodada enmig de la guerra luny de la seva fila natal.
Pel que fa a la seva germana Gilberte Haziza, la seva carrera com a actor va acabar el 1930 amb l'arribada. d'imatges parlants. La perdem la pista a partir de 1938, l'any del seu matrimoni a Loudun.

## Carrera teatral
- 1918 : Les Gosses dans les ruines, peça en 1 acte de Francisque Poulbot i Paul Gsell, músique d’escena de Déodat de Séverac, al théâtre des Arts (18 d’abril) : Jeannot[5]
- 1926 : Tartempion a les pieds plats, vodevil militar en 3 actes d'Henri Pons, al Trianon-Palace d'Alger (22 de març)

## Carrera al cinema
- 1916 : Judex, film en 12 episodis de Louis Feuillade : Judex enfant
- 1917 : Loin du foyer, curtmetratge de Pierre Bressol
- 1918 : La Faute d'orthographe, curtmetratge de Jacques Feyder
- 1920 : Au travail, film en 7 episodis d'Henri Pouctal : Nanet enfant (amb Gilberte Haziza)
- 1920 : Les Mystères du ciel, de Gérard Bourgeois[6]
- 1921 : Gigolette, d'Henri Pouctal : Charles enfant
- 1921 : La Pocharde, film en 12 chapitres d'Henri Etiévant : Urbain du Thiellay enfant
- 1921 : Les Parias de l'amour, de Paul Garbagni
- 1923 : Romain Kalbris de Georges Monca : Romain Kalbris
- 1923 : Le Double, d'Alexandre Ryder
- 1923 : La Maison du mystère, d'Alexandre Volkoff : Pascal enfant
- 1924 : Voulez-vous faire du cinéma ?, curtmetratge de Pierre Ramelot et René Alinat : Robert, l'amoureux
- 1924 : Les Grands, d'Henri Fescourt : Surot
- 1924 : Surcouf, de Luitz-Morat[7]
- 1925 : Veille d'armes, de Jacques de Baroncelli : le canonnier Leduc
- 1925 : Amour et carburateur, de Pierre Colombier : le boxeur gigolo[8]
- 1925 : Poil de carotte, de Julien Duvivier : Félix Lepic[9]
- 1927 : Napoléon, d'Abel Gance : Bonaparte
- 1927 : Feu !, de Jacques de Baroncelli : un marin du contre-torpilleur
- 1929 : Les Fourchambault, de Georges Monca
- 1930 : Au Bonheur des dames de Julien Duvivier : Colomban[10]

Rôle attribué à tort à Fabien Haziza :
- 1917 : Le Petit chaperon rose, curtmetratge de Maurice Poggi : paper del títol interpretat per Gilberte Haziza.